# 飓风波洛 (2014年)
颶風波洛（英語：Hurricane Polo）是繼颶風奧迪爾後一周內第二個影響墨西哥西部及下加利福尼亞半島的熱帶氣旋。2014年太平洋颶風季第十七個獲命名的風暴及第十二個颶風，波洛起源於9月14日一道位於中美洲的東風波，系統在兩天後發展成熱帶風暴波洛，並向西北移動。波洛在9月18日增強為颶風，但受垂直風切變影響，系統在當晚回落到熱帶風暴標準。此後波洛在接下來的數天維持熱帶風暴強度，直至9月22日。系統在當天稍後退化成殘留低氣壓，風暴殘留在接下來的數天轉向西南緩慢移動遠離陸地，在9月27日完全消散。
此前奧迪爾在波洛來臨前數天重創下加利福尼亞半島，墨西哥西岸的居民和政府均嚴陣以待，可幸的是波洛最後在墨西哥西南方約百餘公里掠過，未有造成重大損失。

## 氣象歷史
波洛的起源可追遡至9月4日早上，一股離開西非的東風波。該系統及與其相關的低氣壓區橫過大西洋，受乾空氣和較低海面溫度影響，該低氣壓區在9月8日消散。不過，該熱帶擾動繼續向西移動，先在9月11日抵達小安的列斯群島，然後在9月14日抵達中美洲。雖然在颶風奧迪爾過後，東太平洋的東向開爾文波促進該區的深層對流發展，但該擾動的結構仍然混亂，其組織直至9月15日晚上才有改善。隨後的散射儀數據表示，系統的整體結構有所改善，而且環流南方已出現熱帶風暴強度的風速，加上一艘位於系統中心東南偏南約85公里的船錄得每小時55公里的風速。有見及此，國家颶風中心在9月16日凌晨0時把位於埃斯孔迪多港以南約500公里的系統升格為熱帶風暴，並命名為波洛（Polo）。
波洛在一道位於美國西南部和墨西哥北部的高壓脊帶動下向西北前進，一直與墨西哥海岸線平行移動。垂直風切變在當晚減弱，加上受惠於攝氏29度的海面溫度，系統逐漸增強。波洛在9月18日凌晨0時增強為颶風，並在同一時間達到最大持續風速每小時120公里，最低氣壓979毫巴（百帕；28.91英寸汞柱）的最高強度，此時從微波圖像可見系統發展出一細小風眼。但數小時後，垂直風切變有所增強，微波圖像顯示系統的低層環流中心暴露在深層對流的北方。結合前者和颶風獵人在執行投落送後的數據，表明波洛在當晚6時於曼薩尼約西南偏南約185公里處減弱為熱帶風暴。
縱使受中等強度的偏東垂直風切變影響，但波洛在9月19日大部份時間仍然維持風力時速110公里的強度。當晚，垂直風切變進一步增強，令波洛再次減弱，其低層環流中心暴露在深層對流的東北方。波洛在翌日移入海溫較低的水域，令其減弱趨勢加快，系統的西方僅剩下一小片混亂的深層對流。波洛在9月21日早上於下加利福尼亞半島最南點約120公里處掠過。當天，波洛受其北方的一道高壓脊影響下轉向西北偏西移動，逐漸遠離陸地。波洛在9月22日上午6時於下加利福尼亞半島最南點以西約370公里處減弱為熱帶低氣壓，更在6小時後退化成殘留低氣壓，此時系統已失去所有深層對流。波洛的殘留其後沿着一道低層高壓脊的東側轉向西南緩慢移動，最終在9月26日晚上消散。

## 防災措施及影響
在波洛形成不久，墨西哥政府向芝華塔尼歐至卡波科連特斯發佈熱帶風暴觀察預警。隨着波洛逐漸靠近，觀察預警在翌日修訂為芝華塔尼歐至蓬塔聖特爾莫（Punta San Telmo），同時蓬塔聖特爾莫至普拉亞佩魯拉（Playa Perula）接獲熱帶風暴警告。9月18日，墨西哥政府取消熱帶風暴觀察預警。不過，波洛其後靠近下加利福尼亞半島，聖塔菲（Santa Fe）至拉巴斯在9月19日收到熱帶風暴觀察預警。當天稍後，墨西哥政府取消所有墨西哥本土的所有熱帶風暴觀察預警和警告。隨着波洛遠離和減弱，所有熱帶風暴觀察預警和警告在9月21日均予取消。
根據國家民防研究所（Instituto Estatal de Protección Civil），波洛帶來的大雨淹沒瓦哈卡州四所房屋，造成少量的損失。墨西哥175號聯邦公路近坎德拉里亞-洛克西查出現山泥傾瀉，不過並沒有影響交通。在格雷羅州，超過200所商店在風暴中損毁，阿卡普爾科有一人在海邊游泳時溺斃，另有三名漁民乘船出海後失蹤，其後均假設三人已死亡。波洛引起的大浪摧毀該州的沿岸設施，損失約1億比索（760萬美元）。

## 外部連結
- 美国国家飓风中心有关飓风波洛的热带气旋报告 （页面存档备份，存于）
- 美国国家飓风中心有关飓风波洛的文件存档 （页面存档备份，存于）